# Lille kylling
Lille Kylling (originaltitel: Chicken Little) er en amerikansk animationsfilm fra 2005. Det er den 45. animerede helaftens spillefilm produceret af Walt Disney Animation Studios.
Den amerikanske offentlighed Premieren fandt sted den 4. November 2005. Filmen findes i to versioner, ud over den regelmæssige teater version af en 3D-variant, der kan ses på digitale biografer.

## Handling
Da lille kylling får noget i hovedet er han overbevist om at himlen snart vil falde ned. Han advarer sine venner, familie og alle han møder og snart er panikken et faktum. Men så snart det opdages at der er tale om falsk alarm er kyllingens rygte ikke det bedste. Snart efter opdager kylling at jorden snart vil blive invaderet af rumvæsner. Lille kylling og hans venner må forsøge at redde verden uden igen at skabe panik.

## Medvirkende
| Rollefigurer             | Danske stemme      | Engelske stemme   |
| ------------------------ | ------------------ | ----------------- |
| Lille Kylling            | Mathias Klenske    | Zach Braff        |
| Gorm Gok                 | Waage Sandø        | Garry Marshall    |
| Gerda Gråand             | Sofie Gråbøl       | Joan Cusack       |
| Pjevs                    | Christian Potalivo | Steve Zahn        |
| Fisk                     |                    | Dan Molina        |
| Mel/Permand - Aliens Far | Keld Heick         | Fred Willard      |
| Rikke Ræv                | Charlotte Munck    | Amy Sedaris       |
| Borgmester Klukkepludder | Kjeld Nørgaard     | Don Knotts        |
| Morkubine Porcupine      | Kjeld Nørgaard     | Mark Dindal       |
| Gåse Låse                |                    | Mark Walton       |
| Træner                   | Torbjørn Hummel    |                   |
| Hr. Uldenstrup           | Torben Sekov       | Patrick Stewart   |
| Rektor Apport            | Anders Bircow      | Wallace Shawn     |
| Ace                      | Al Agami           | Adam West         |
| Film Gerda               | Zindy Laursen      | Dara McGarry      |
| Kaptajn Fisk             | Lasse Lunderskov   |                   |
| Film Pjevs               | Tom Jensen         |                   |
| Kommentatoren            | Svend Gehrs        | Harry Shearer     |
| Brandmand                | Lasse Lunderskov   |                   |
| Rumvæsen Røveri          | Peter Aude         | Patrick Warburton |
| Tine - Aliens Mor        | Hilda Heick        | Catherine O'Hara  |
| Knirke                   |                    | Sean Elmore       |

I Øvrigt Medvirkende
- Michelle Bjørn-Andersen
- Ann Hjort
- Peter Secher Schmidt
- Jens Jacob Tychsen
- Donald Andersen
- Peter Røschke
- Linda Kjær Hansen
- Otto Mølgaard Jakobsen
- Lene Bærkgaard Williams
- Tine Sehested Høeg
- Anders Klindt Lauridsen
- Inge Sommer
- Ulla Holger
- Helle Henning

## Sange
- ''En Lille Fejl'': Jakob Sveistrup
- ''Alt Jeg Ved'': Jakob Sveistrup
- ''Sæt farten op'': Zindy Laursen, Helle Henning, Ulla Holger
- ''Jeg ved det godt'': Christian Potalivo

Instruktør, Dialog, sange׃ Vibeke Dueholm
Oversættelse, Dialog, sange׃ Morten Holm-Nielsen, Mediaplant, Hans Kristian Bang, Mediaplant, Kim Gustav
Dansk Version
- Sun Studio׃ Teknik
- Henrik Storland׃ Indspilning, Editering
- Andreas Hviid׃ Teknik, redigering
- Morten Folmer Nielsen׃ Redigering
- Linda Kjær Hansen׃ Producer
- Svend Christiansen